# Frock
Frock (engl.) heißt das Obergewand des Ordensgeistlichen, insbesondere der Benediktiner. Der Frock wird über dem Skapulier angelegt.
Mitunter wurde auch das Büßergewand mit langen weiten Ärmeln, das die Füße unbedeckt ließ, Frock genannt. Dazu wurde meist ein Gürtel getragen.
Der Ursprung dieses Kleidungsstückes liegt im Mittelalter:
Loke houȝ þis loresmen • lordes bytrayen,

Seyn þat þey folwen fully • Fraunceses rewle,

Þat in cotynge of his cope • is more cloþ y-folden

Þan was in Fraunces froc • whan he hem first made.

– Pierce the Ploughmans crede, 290-293, ca. 1394
Im England des beginnenden 18. Jahrhunderts bezeichnete man einen langen, locker geschnittenen Herrenrock der unteren sozialen Schichten ebenso. Anfang der 1720er Jahre nahmen wohlhabendere Landadelige diesen Rock an, bis Ende des 18. Jahrhunderts der Frock zum Frack wurde.